# Jean-Nicolas-Marie Deguerle
Jean-Nicolas-Marie Deguerle (Issoudun, 1766 – Parigi, 1824) è stato un letterato, traduttore e grammatico francese.

## Biografia
Proveniente da una famiglia di origini irlandesi stabilitasi in Francia nel XVII secolo, professò sin da ragazzo idee monarchiche, per le quali venne perseguitato durante la Rivoluzione Francese rischiando anche di venire condannato a morte. Durante il periodo napoleonico si dedicò all'insegnamento: fu dapprima professore di grammatica francese  all'école centrale di Anvers nell'anno scolastico 1800-01, poi docente di lettere al collège de Compiègne, quindi professore di retorica al Prytanée national militaire e al liceo Bonaparte, per ottenere infine la cattedra di letteratura francese alla Sorbona nel 1809.
Apprezzato latinista, si cimentò in diverse traduzioni, tra cui quella dell' Eneide, in prosa, considerata una delle migliori in lingua francese. 
Con lo pseudonimo docteur Akerlio pubblicò un'opera intitolata Éloge des perruques, di chiare simpatie per l'istituzione della monarchia.